# Dinamismi plastici
Dinamismi plastici è un album in formato CD della Freak Antoni Band, pubblicato nel 2011 dalla Ansaldi records. Dedicato al giornalista e critico musicale Ernesto De Pascale.
I testi sono tutti scritti da Roberto Freak Antoni, tranne “É già ieri” scritta in collaborazione con Mattia Corso. Le musiche sono composte dalla pianista Alessandra Mostacci.

## Tracce
1. Il governo / La mia banca è indifferente
2. Compagno Dio
3. Con un filo di gas
4. La merda è meglio dell'arte
5. Filastrocca della mamma
6. Dove sei stato
7. Sciare
8. Shalom Salam
9. E' già ieri
10. Allegretto ma non troppo

## Formazione
- Roberto "Freak" Antoni - voce
- Alessandra Mostacci - piano e tastiere
- Ricky Portera - chitarra
- Max Cottafavi - chitarra
- Elisa Minari - basso
- Sofia Buconi - cori - voce solista in Dove sei stato e E' già ieri
- Roberto Morsiani - batteria